# Android Things
Project Brillo (ou Projet Brillo) est un nom de code pour une version avant-première d'un système d'exploitation embarqué basé sur Android fait par Google, annoncé lors de la Google I/O de 2015. Ce projet a pour but d’être utilisé sur les appareils de l'Internet des Objets, c'est pour cela qu'il a la contrainte d'utiliser le moins de mémoire possible et d’être peu coûteux en ressources énergétiques. Il supporte le Bluetooth à basse consommation et le Wi-Fi. Parallèlement à cela, Google a annoncé le protocole Weave, qui permettra aux dispositifs Brillo de pouvoir communiquer entre eux et certainement avec d'autres appareils.